# Waldhambach (Niemcy)
Waldhambach – miejscowość i gmina w Niemczech, w kraju związkowym Nadrenia-Palatynat, w powiecie Südliche Weinstraße, wchodzi w skład gminy związkowej Annweiler am Trifels.